# Dinamismo
El Dinamismo en filosofía, es un sistema filosófico que considera el mundo corpóreo conformado por agrupaciones de elementos simples, realmente inextensos, y cuyo fondo esencial es la fuerza. Cada hombre está inmerso en una cultura, de ella depende y sobre ella influye. Él es al mismo tiempo hijo y padre de la cultura a la que pertenece. En cada expresión de su vida, lleva consigo algo que lo diferencia del resto de la creación: su constante apertura al misterio y su inagotable deseo de conocer. En consecuencia, toda cultura lleva impresa y deja entrever la tensión hacia una plenitud. Se puede decir, que la cultura tiene en sí misma la posibilidad de acoger la revelación divina.